# Dendrobium multistriatum
Dendrobium multistriatum är en orkidéart som beskrevs av Johannes Jacobus Smith. Dendrobium multistriatum ingår i släktet Dendrobium, och familjen orkidéer. Inga underarter finns listade i Catalogue of Life.